# Felicia Filip
Felicia Filip (Slatina, la comarca Olt, 20 de marzo de 1959) es una soprano rumana. Cantó en escenarios internacionales, desde el Royal Opera House Covent Garden hasta el Staatsoper, desde Moscú hasta Barcelona, Tokio o Toronto. Fue solista de la Ópera Nacional en Bucarest (1985-1990), y actualmente es directora general de la Ópera Cómica para Niños en Bucarest (2013-presente), pero también profesor universitario en la Facultad de Ciencias y Artes de la Universidad "Valahia" de Târgoviște.